# 栄橋 (十日町市)
栄橋（さかえばし）は、新潟県十日町市大字木落字前島 - 大字下条字桑原の信濃川に架かる国道252号の橋長402.6 m (メートル) の桁橋。

## 概要
- 形式 - ポストテンションPC単純T桁橋11連
- 橋長 - 402.6 m
  - 支間割 - 11×36.6 m
- 幅員 - 6.0 m
- 基礎 - 井筒基礎
- 施工 - オリエンタルコンクリート[注釈 1]
- 着工 - 1959年（昭和34年）10月30日
- 竣工 - 1964年（昭和39年）11月[1][2]
- 開通 - 1964年（昭和39年）11月12日[3][4][5]

## 歴史
1952年（昭和27年）7月4日に橘村・上野村・下条村・仙田村・真人村の5村によって信濃川架橋期成同盟会が結成され、架橋運動が開始され、昭和の大合併後も川西町・十日町市・小千谷市に継承された。
1959年（昭和34年）7月23日に新潟県議会で信濃川架橋が決定され、10月30日に起工された。
架橋位置は上流案（三領 - 中条己字北原）と下流案（木落 - 下条字廿日城）が提唱されたが位置が決まらず県に一任された。このため、1959年（昭和34年）10月10日に調査が行われ、上流案は川幅が広く乱流がみられるため工費が多くかかること、下流案は水衝部で洗堀の恐れがあることから廿日城下流地点に決定され、10月23日に詳細調査の結果架橋地点が桑原の渡しの上流約200 mの大字木落字前島 - 大字下条字桑原に決定された。
工事は右岸取り付け路から着手され、総工費約1億7000万円を費やして、1964年（昭和39年）11月12日に橋梁と右岸取り付け道路（延長600 m）・左岸取り付け道路（延長330 m）が開通した。
橋名は、一般公募を経て当時の新潟県知事である北村一男により弥栄に通じる栄橋と名付けられた。